# 盧卡·萊切里尼
盧卡·萊切里尼（英語：Luca Lezzerini；1995年3月24日—）是一位意大利職業足球選手，在場上的位置是守門員。現效力於意大利足球乙级联赛球隊布雷西亞。萊切里尼也代表意大利U21國家隊參賽。